# Archanara brunnea
Archanara brunnea är en fjärilsart som beskrevs av Bytinsky-salz 1936. Archanara brunnea ingår i släktet Archanara och familjen nattflyn. Inga underarter finns listade i Catalogue of Life.